# Carpenters (альбом)
Carpenters — третий студийный альбом американского дуэта The Carpenters, выпущенный в 1971 году на лейбле A&M Records. С альбома были выпущены синглы — «For All We Know», «Rainy Days and Mondays» и «Superstar».
Пластинка и синглы к ней принесли дуэту четыре номинации на премию «Грэмми», включая «Лучший альбом года». Также выиграл в номинации «Лучшее вокальное поп-исполнение дуэтом или группой».

## Список композиций
Основной вокалист — Карен Карпентер, если не указано иное.
| №  | Название                                                     | Автор(ы)                                                     | Длительность |
| -- | ------------------------------------------------------------ | ------------------------------------------------------------ | ------------ |
| 1. | «Rainy Days and Mondays»                                     | Роджер Николс [англ.] Пол Уильямс [англ.]                    | 3:40         |
| 2. | «Saturday» (вокал: Ричард Карпентер)                         | Джон Беттис [англ.] Ричард Карпентер                         | 1:20         |
| 3. | «Let Me Be the One»                                          | Роджер Николс Пол Уильямс                                    | 2:25         |
| 4. | «(A Place To) Hideaway»                                      | Рэнди Спаркс                                                 | 3:40         |
| 5. | «For All We Know» (из кинофильма Lovers and Other Strangers) | Фред Карлин [англ.] Артур Джеймс [англ.] Робб Уилсон [англ.] | 2:34         |

| №                   | Название | Автор(ы)                            | Длительность |
| ------------------- | --- | ----------------------------------- | ------------ |
| 1.                  | «Superstar» | Бонни Брамлетт [англ.] Леон Расселл | 3:49         |
| 2.                  | «Druscilla Penny» (вокал: Ричард Карпентер) | Джон Беттис Ричард Карпентер        | 2:18         |
| 3.                  | «One Love» | Джон Беттис Ричард Карпентер        | 3:23         |
| 4.                  | «Bacharach/David Medley» - (a) «Knowing When to Leave» - (b) «Make It Easy on Yourself» - (c) «(There’s) Always Something There to Remind Me» - (d) «I’ll Never Fall in Love Again» - (e) «Walk On By» - (f) «Do You Know the Way to San Jose» | Берт Бакарак Хэл Дэвид              | 5:25         |
| 5.                  | «Sometimes» | Генри Манчини Феличе Манчини        | 2:52         |
| Общая длительность: | Общая длительность: | Общая длительность:                 | 31:26        |

## Участники записи
Приведены по сведениям базы данных Discogs.
The Carpenters:
- Карен Карпентер — вокал, ударные
- Ричард Карпентер — ведущий вокал, бэк-вокал, фортепиано, электронное пианино Wurlitzer[англ.], орган Хаммонда, клавесин, аранжировки и оркестровка

| Приглашённые музыканты: - Хэл Блейн — ударные - Джим Хорн — трости - Эрл Дамлер — гобой в «For All We Know» и «Superstar» - Боб Мессенджер — бас-гитара, трости - Томми Морган — губная гармошка в «Rainy Days and Mondays» - Джо Осборн — бас-гитара - Дуг Строун — трости | Технический персонал: - Джек Догерти — музыкальный продюсер - Рэй Герхардт — звукорежиссёр - Дик Богерт — звукорежиссёр - Норм Кинни — ассистент звукорежиссёра - Роланд Янг — арт-директор - Craig Braun, Inc. — концепция оформления альбома и разработка дизайна - Гай Вебстер — фотографии - Берни Грундман, Ричард Карпентер — ремастеринг в Bernie Grundman Mastering |

## Позиции в хит-парадах и уровни продаж
Еженедельные чарты:
| Год       | Хит-парад                        | Высшая позиция | Пребывание в чарте |
| --------- | -------------------------------- | -------------- | ------------------ |
| 1971—1972 | Австралия (Kent Music Report)    | 16             | нет данных         |
| 1971—1972 | Великобритания (UK Albums Chart) | 11             | 37 недель          |
| 1971—1972 | Канада (RPM Albums Chart)        | 6              | 57 недель          |
| 1971—1972 | США (Billboard Top LP’s)         | 2              | 59 недель          |
| 1971—1972 | Япония (Oricon LP Chart)         | 13             | 21 недель          |

| Год  | Хит-парад                          | Позиция |
| ---- | ---------------------------------- | ------- |
| 1971 | США (Billboard Top Popular Albums) | 39      |
|      |                                    |         |
| 1972 | США (Billboard Top Popular Albums) | 43      |

| Регион | Сертификация  | Продажи    |
| --- | ------------- | ---------- |
| Австралия (ARIA) | Золотой       | 35 000^    |
| Великобритания (BPI) | Платиновый    | 300 000*   |
| США (RIAA) | 4× Платиновый | 4 000 000^ |
| * Данные о продажах приведены только на основе сертификации. ^ Данные о тиражах приведены только на основе сертификации. |               |            |

## Награды и номинации
Премия «Грэмми»
| Год  | Номинируемая работа | Категория                                              | Результат | Источники     |
| ---- | ------------------- | ------------------------------------------------------ | --------- | ------------- |
| 1972 | Carpenters          | Лучшее вокальное поп-исполнение дуэтом или группой     | Победа    | [ 28 ] [ 29 ] |
| 1972 | Carpenters          | Лучший альбом года                                     | Номинация | [ 28 ] [ 29 ] |
| 1972 | Carpenters          | Лучший звуковой дизайн альбома, неклассического        | Номинация | [ 28 ] [ 29 ] |
| 1972 | «Superstar»         | Лучшая аранжировка аккомпанемента вокалисту/вокалистам | Номинация | [ 28 ] [ 29 ] |